# Envolver
Singles de Anitta
Faking Love
(2021) No Chão Novinha
(2021)
Clip vidéo
[vidéo] « Envolver », sur YouTube
Envolver est un single de la chanteuse brésilienne Anitta tiré de son cinquième album studio Versions of Me. Il est sorti en tant que quatrième single de l'album via Warner Records le 11 novembre 2021.

## Composition et paroles
Envolver est une chanson hybride reggaeton, et EDM avec des éléments de dembow et des rythmes urbains.
Le titre de la chanson provient du portugais et il se traduit littéralement par «impliquer», que dans le contexte de la chanson signifie tomber amoureux ou développer des sentiments romantiques,.
En ce qui concerne les paroles, la chanteuse a exprimé : « J'aime toujours garder à l'esprit que les femmes peuvent, tout comme les hommes, vouloir une relation uniquement physiquement et dans la chanson que je chante au garçons de ne pas s'impliquer ». Elles font allusion au désir d'une relation sexuelle de manière décontractée, les paroles incorporent plusieurs insinuations sexuelles et doubles sens.

## Popularité
La chanson et son clip, autodirigés par Anitta, sont devenus viraux en mars 2022, après avoir gagné en popularité sur TikTok, où sa danse "booty-grinding" est devenue l'une des plus reproduites. Envolver a battu une série de records, dont la première chanson latine solo à atteindre le sommet du classement Spotify Global Daily, ce qui a valu à Anitta une entrée dans le Livre Guinness des records du monde.
La chanson a atteint la 70e place du classement Billboard Hot 100 du 16 avril 2022, devenant le plus haut sommet de carrière d'Anitta, et a atteint la première place du classement Billboard Brazil Songs.
En août 2022, Rolling Stone a nommé Envolver la 81e meilleure chanson reggaeton de tous les temps. La chanson a remporté le MTV Video Music Award for Best Latin dans l'édition 2022, faisant d'elle la première brésilienne à remporter un VMA.

## Contexte
Après la sortie de Faking Love en octobre de 2021, Anitta a mentionné qu'elle prévoyait de sortir une chanson en espagnol le suivant mois. Bien que plusieurs personnes lui aient recommandé d'inclure un autre artiste dans la chanson, Anitta a décidé ne pas le faire. Elle a mentionné qu'après avoir envoyé la chanson à J Balvin, le chanteur a soutenu sa décision. Le 8 novembre 2021, Anitta a publié une progression de Envolver et de son clip vidéo sur ses réseaux sociaux. Les jours suivants, la pochette unique et un petit extrait du clip vidéo ont également été révélés. L'aperçu montre Anitta prenant une douche et enfilant des vêtements sportifs. La chanson est sortie le 11 novembre 2021 en téléchargement et streaming en tant que single pour l'Amérique latine,.
Le clip vidéo autodirigé de Envolver est sorti avec la chanson le 11 novembre. Il met en scène Anitta dansant sensuellement avec la danseuse et mannequin marocaine Ayoub Mutanda.
Un remix mettant en vedette le chanteur américain Justin Quiles est sorti le 17 février 2022.

## Accueil commercial
Après sa sortie, Envolver a battu une série de records. Elle est devenue la première chanson solo latine à atteindre la première place du classement Spotify Global Daily, ce qui a valu à Anitta une entrée dans le Livre Guinness des records du monde. Il a été noté que d'autres chansons latines qui avaient auparavant atteint la première place (Despacito, Mi Gente, Dákiti, Havana et Señorita) étaient toutes des collaborations entre deux artistes ou plus.
Envolver est également devenu la chanson la plus diffusée en une seule journée sur Spotify en 2022 (7,278 millions de flux) à l'époque, la plus grande journée de streaming pour une chanson latine féminine, ainsi que la première chanson d'un artiste brésilien à atteindre le sommet du classement Spotify Global Daily,. De plus, il est également devenu la première chanson à figurer dans le top 50 de tous les pays latins sur Spotify. Elle a également battu le record du plus grand nombre de streams d'une journée au Brésil avec plus de 4,5 millions d'écoutes, un record qu'elle détenait auparavant avec Vai Malandra (2,1 millions d'écoutes).
Commercialement, la chanson a connu un succès international et est devenue la chanson la plus classée d'Anitta à ce jour. Envolver est devenu les entrées les plus élevées d'Anitta sur le Billboard Global 200 et le Billboard Global Excl. US, aux numéros deux et un, respectivement. Avec le premier, Envolver a revendiqué le plus haut sommet pour une soliste féminine latine; pendant ce temps, pour ce dernier, Anitta est devenue le premier acte solo féminin latin à atteindre le sommet. La chanson a également atteint la 70e place du classement Billboard Hot 100 du 16 avril 2022, devenant la deuxième entrée d'Anitta au classement général, sa première entrée en tant que soliste et son plus haut sommet de carrière à l'époque.
Envolver a également atteint la première place du classement Billboard Brazil Songs et la sixième place du classement Billboard Hot Latin Songs. La chanson a également atteint un sommet dans le top dix des charts de plusieurs pays, tels que la Bolivie, le Chili, la Colombie, l'Équateur, la République dominicaine, le Honduras, le Mexique, le Paraguay, le Panama, le Pérou, le Portugal et Porto Rico, et a fait ses débuts dans les charts de vingt autres, dont l'Argentine, le Canada, El Salvador, la France, la Grèce, l'Irlande, le Luxembourg, les Pays-Bas, l'Italie, l'Espagne et la Suisse.
| Publication             | Liste                                                        | Rang | Ref.   |
| ----------------------- | ------------------------------------------------------------ | ---- | ------ |
| Billboard               | Les 100 meilleures chansons de 2022 : liste du personnel     | 89   | [ 22 ] |
| Billboard               | Meilleure performance des VMAs                               | 3    | [ 23 ] |
| USA Today               | Meilleure performance des VMAs                               | 4    | [ 24 ] |
| UPROXX                  | Meilleures chansons de 2022                                  | —    | [ 25 ] |
| Latina                  | Top 20 des chansons de 2022                                  | 11   | [ 26 ] |
| Tidal                   | Meilleure chanson reggaeton de 2021                          | 31   |        |
| Tidal                   | Meilleure chanson latine de 2022                             | 31   |        |
| Tidal                   | Meilleures chansons de 2022                                  | 57   | [ 27 ] |
| The Lawton Constitution | 100 meilleures chansons de 2022                              | 14   | [ 28 ] |
| Infobae                 | 100 meilleures chansons pour recevoir le Nouvel An 2023      | 19   | [ 29 ] |
| Jefebet                 | Vidéos de musique latine les plus sexy de 2022               | 5    | [ 30 ] |
| Cosmopolitan            | Vidéos musicales les plus sexy de tous les temps             | —    | [ 31 ] |
| ¡Hola!                  | 15 succès latins qui nous ont fait danser et chanter en 2022 | —    | [ 32 ] |
| Los Angeles Times       | 100 meilleures chansons de 2022                              | 14   | [ 33 ] |

## Performances live
Anitta a interprété la chanson pour la première fois dans son émission Carnatal le 12 décembre 2021. La chanson a été interprétée plusieurs autres fois par la suite, y compris la soirée du Miley's New Year's Eve Party le 1er janvier 2022. Le 24 février 2022, Anitta a interprété la version remix d'Envolver avec Justin Quiles pour la première fois sur Premio Lo Nuestro 2022. Le 28 août 2022, Anitta a interprété la chanson aux MTV Video Music Awards 2022. Le 9 novembre 2022, Anitta s'est produite au défilé de mode de Rihanna, Savage x Fenty Show Vol. 4 est sorti sur Amazon Prime Video. Le 17 novembre 2022, Anitta a interprété Envolver aux Latin Grammy Awards. Le 20 novembre 2022, elle a fait une autre performance aux American Music Awards.

## Distinctions
| Année | Cérémonie                        | Catégorie                                | Résultat   | Ref.   |
| ----- | -------------------------------- | ---------------------------------------- | ---------- | ------ |
| 2022  | Área VIP Award                   | Hit de l'année                           | Nomination | [ 41 ] |
| 2022  | Capricho Awards                  | Hit de l'année                           | Lauréat    | [ 42 ] |
| 2022  | CONTIGO! Online Award            | Chanson de l'année                       | Nomination | [ 43 ] |
| 2022  | Latin Grammy Awards              | Disque de l'année                        | Nomination | [ 44 ] |
| 2022  | Latin Grammy Awards              | Meilleure performance de reggaeton       | Nomination | [ 44 ] |
| 2022  | Latino Show Music Awards         | Chanson de l'année                       | Nomination | [ 45 ] |
| 2022  | Latino Show Music Awards         | Chanson virale TikTok                    | Nomination | [ 45 ] |
| 2022  | Latino Show Music Awards         | Clip vidéo de l'année                    | Lauréat    | [ 45 ] |
| 2022  | Los 40 Music Awards              | Meilleure collaboration latine           | Nomination | [ 46 ] |
| 2022  | MTV Millennial Awards            | Hymne viral                              | Nomination |        |
| 2022  | MTV Millennial Awards            | Bombe virale                             | Lauréat    |        |
| 2022  | MTV Millennial Awards Brazil     | Succès mondial                           | Nomination | [ 47 ] |
| 2022  | MTV Millennial Awards Brazil     | Chorégraphie                             | Nomination | [ 47 ] |
| 2022  | MTV Video Music Awards           | Meilleur latin                           | Lauréat    | [ 48 ] |
| 2022  | Multishow Brazilian Music Awards | Chanson de l'année                       | Lauréat    | [ 49 ] |
| 2022  | Multishow Brazilian Music Awards | Hit de l'année                           | Nomination | [ 49 ] |
| 2022  | Multishow Brazilian Music Awards | Meilleur clip vidéo TVZ                  | Nomination | [ 49 ] |
| 2022  | NRJ Music Awards                 | Chanson internationale de l'année        | Nomination | [ 50 ] |
| 2022  | Premios Juventud                 | La chanson la plus accrocheuse           | Nomination | [ 51 ] |
| 2022  | Premios Juventud                 | La chorégraphie la plus chaude           | Lauréat    | [ 51 ] |
| 2022  | Premios Juventud                 | Meilleur défi de danse sociale           | Nomination | [ 51 ] |
| 2022  | Premios Juventud                 | Piste virale de l'année                  | Nomination | [ 51 ] |
| 2022  | Premios Musa                     | Chanson latine internationale de l'année | Nomination | [ 52 ] |
| 2022  | Prêmios Tu Música Urbana         | Chanson de l'année                       | Nomination | [ 53 ] |
| 2022  | Splash Awards                    | Hit de l'année                           | Lauréat    | [ 54 ] |
| 2022  | Viva Latino - Spotify            | Chanson préférée de 2022                 | Lauréat    |        |
| 2022  | Women's Music Event Awards       | Meilleure musique latine                 | Lauréat    | [ 55 ] |
| 2023  | iHeartRadio Music Awards         | Meilleur clip vidéo                      | En attente | [ 56 ] |
| 2023  | iHeartRadio Music Awards         | TikTok Bop de l'année                    | En attente | [ 56 ] |
| 2023  | Premios Lo Nuestro               | Chanson de l'année                       | En attente | [ 57 ] |
| 2023  | Premios Lo Nuestro               | Chanson pop-urbaine de l'année           | En attente | [ 57 ] |
| 2023  | Premios Lo Nuestro               | Urbain - Chanson de l'année              | En attente | [ 57 ] |
| 2023  | Premios Lo Nuestro               | Remix de l'année                         | En attente | [ 57 ] |

### Records du monde
| Publication            | Année | Record du monde                                                                                 | Détenteur du record | Ref.   |
| ---------------------- | ----- | ----------------------------------------------------------------------------------------------- | ------------------- | ------ |
| Guinness World Records | 2022  | Premier artiste latin solo à atteindre le n°1 sur Spotify                                       | Anitta              | [ 58 ] |
| Guinness World Records | 2022  | Première artiste solo féminine à remporter le prix du meilleur latin aux MTV Video Music Awards | Anitta              | [ 59 ] |

## Remix
Singles de Anitta
Boys Don't Cry
(2022) ¿Qué vamo' hacer?
(2022)
Singles par Justin Quiles
Regresé
(2022) Gucci Fendi
(2022)

### Contexte
Le 8 janvier 2022, Anitta a publié l'aperçu d'un remix de Envolver dans ses stories Instagram. Le 19 janvier, elle publia un autre extrait du remix et un aperçu de l'enregistrement de son clip vidéo dans ses stories de Instagram. Le 17 février 2022, l'endroit web brésilien Hugo Gloss a annoncé que le remix met en vedette le chanteur portoricain Justin Quiles et qu'il sortirait le même jour avec son clip vidéo.

### Clip
Le clip du remix a été réalisé par Paloma et produit par 36, et montre les deux artistes à travers des scènes aux tons sombres et entre les draps. Un deuxième clip vidéo exclusivement pour Facebook est sorti le 17 mars 2022.

## Crédits et personnel
Crédits adaptés de Tidal,.
- Larissa de Macedo Machado – voix, composition
- Justin Rafael Quiles (remix) – voix, composition
- Subelo Neo  – composition, ingénieur de mixage, production
  - Freddy Montalvo Jr. – composition, ingénieur de mixage, production
  - José Carlos Cruz – composition, réalisation
- Julio Manuel González Tavárez - composition, production vocale
- Jean Rodríguez – production vocale
- Héctor Rubén Rivera – Direction A&R, production exécutive
- Natalie Cotton – Responsable A&R
- Colin Leonard – maîtrise
- Marco Bando – photographie
- Douglas de Souza – couverture

## Certifications
| Région                                                                                                 | Certification    | Ventes/Streams |
| --- | ---------------- | -------------- |
| Brésil (ABPD)                                                                                          | 3 × Platine      | 120 000*       |
| Canada (Music Canada)                                                                                  | Or               | 40 000^        |
| France (SNEP)                                                                                          | Or               | 15 000 000*    |
| Italie (FIMI)                                                                                          | Or               | 50 000‡        |
| Mexique (AMPFV)                                                                                        | 4 × Platine + Or | 630 000^       |
| Portugal (AFP)                                                                                         | 3 × Platine      | 30 000x        |
| Espagne (PME)                                                                                          | 2 × Platine      | 120 000^       |
| États-Unis (RIAA)                                                                                      | Diamant (Latin)  | 600 000^       |
| Streaming                                                                                              |                  |                |
| Chili (PROFOVI)                                                                                        | Diamant          | 18 766 377     |
| *Ventes selon la certification ^Mise en rayon selon la certification xNon précisé par la certification |                  |                |

## Historique de sortie
| Région | Date             | Format(s)                    | Label  | Ref.   |
| ------ | ---------------- | ---------------------------- | ------ | ------ |
| Divers | 11 novembre 2021 | - Téléchargement - streaming | Warner | [ 73 ] |
| Italie | 25 mars 2022     | Diffusion radio              | Warner | [ 74 ] |